# Sebastián Simonet
Pour les articles homonymes, voir Simonet.

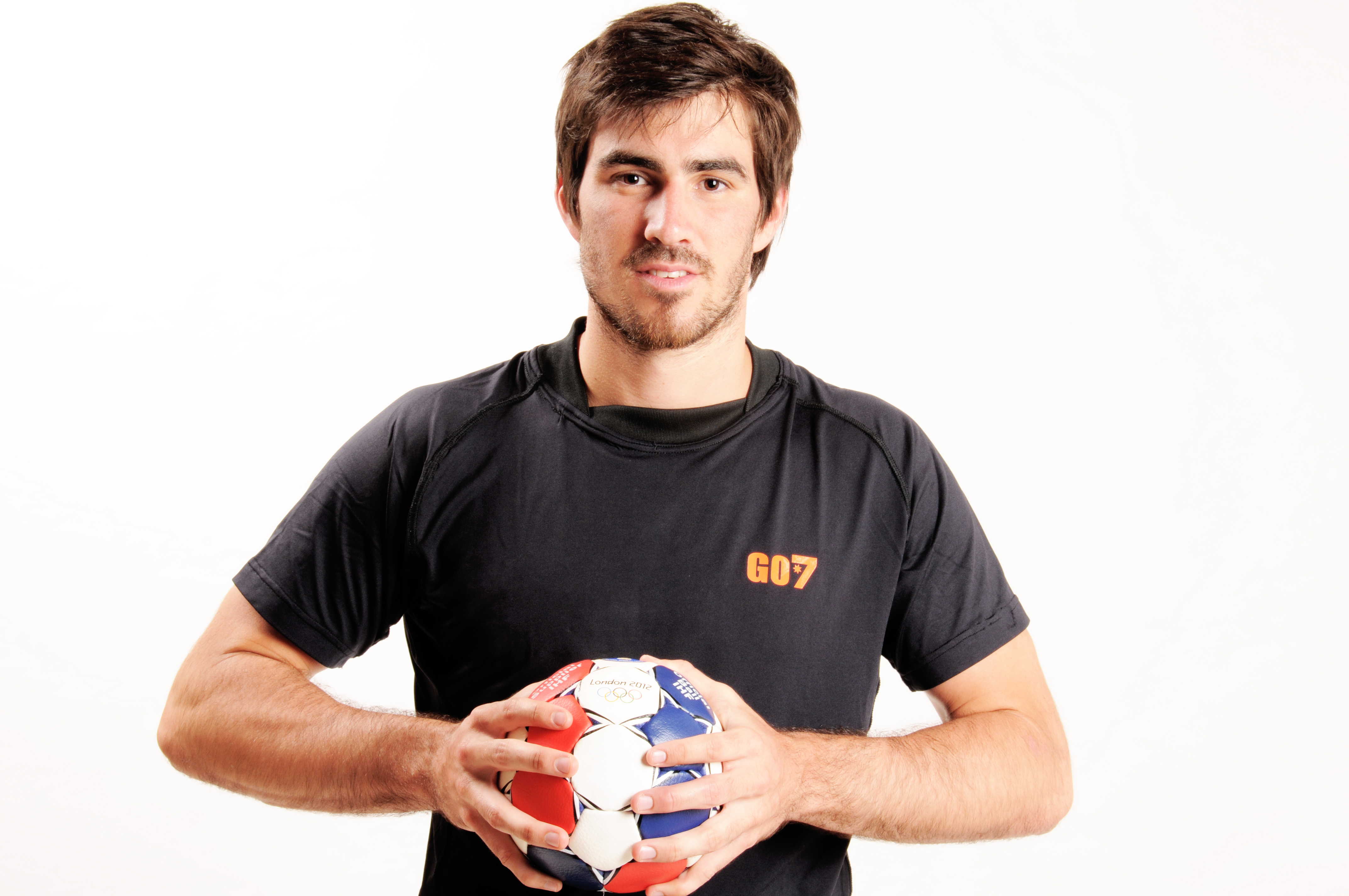
Sebastián Simonet en 2013.

Sebastián Simonet, né le 12 mai 1986 à Buenos Aires, est un joueur de handball argentin au poste de demi-centre. Il évolue dans le club espagnol du Club Balonmano Ademar León depuis 2016 et en équipe nationale depuis 2009
À Ivry, il a évolué avec son frère, Diego, puis avec son autre frère, Pablo.

## Palmarès

### En club
- Vainqueur du Championnat de France de Division 2 (1) : 2015
- Finaliste de la Coupe de France (1) : 2012

### En équipe nationale
Jeux olympiques
- 10e place aux Jeux olympiques 2012
- 10e place aux Jeux olympiques 2016
- 12e place aux Jeux olympiques 2020

Championnats du monde
- 13e place au championnat du monde 2013
- 12e place au Championnat du monde 2015
- 18e place au Championnat du monde 2017
- 17e place au Championnat du monde 2019
- 11e place au Championnat du monde 2021

Jeux panaméricains
- Médaille d'argent aux Jeux panaméricains de 2015 (en)
- Médaille d'or aux Jeux panaméricains de 2019

Championnats panaméricain
- Médaille d'or au championnat panaméricain 2012
- Médaille d'or au championnat panaméricain 2014
- Médaille de bronze au championnat panaméricain 2016
- Médaille d'or au championnat panaméricain 2018

### Récompenses individuelles
- Élu meilleur handballeur argentin de l'année (1) : 2005[3]
- Élu meilleur joueur du championnat de France de division 2 (1) : 2015[4]
- Élu meilleur demi-centre du championnat panaméricain (2): 2016, 2018